# Essex House
Essex House (tidigare kallat Leicester House) var ett hus som låg i London, England. Huset byggdes cirka 1575 åt Robert Dudley, earl av Leicester och låg där en del av det tidigare huvudkvarteret för Tempelherreorden stått, i närheten av Middle Temple (en av fyra Inns of Court). Leicester House, som det då hette, döptes om till Essex House när Robert Devereux, 2:e earl av Essex ärvde det 1588. Det var ett stort hus och 1590 beskrevs det ha 42 sovrum, ett galleri, flera kök, en sal för banketter och ett kapell.
Essex mor, Lettice Knollys, hyrde ut huset ett tag, men flyttade sedan in där själv tillsammans med sin tredje man sir Christopher Blount. Efter att både Essex och Blount hade blivit avrättade bodde Knollys kvar i Essex House fram till sin död och hyrde ut delar av huset till James Hay, 1:e earl av Carlisle. Senare ägde Robert Devereux, 3:e earl av Essex Essex House och han hyrde i sin tur ut delar av det till William Seymour, 2:e hertig av Somerset. Efter det engelska inbördeskriget förlorade släkten ägarskapet över huset som ett resultat av deras skulder. Efter Somersets död bodde sir Orlando Bridgeman ett tag i Essex House.
Större delen av huset revs mellan 1674 och 1679; Essex Street byggdes senare delvis på samma plats. En av de kvarstående byggnaderna användes som en mötesplats, under namnet Essex Street Chapel, för dissenter i mitten av 1770-talet. På denna plats idag ligger där en byggnad vid namn Essex Hall.